# Arrondissement de Léogâne
L’Arrondissement de Léogâne est un arrondissement d'Haïti, subdivision du département de l'Ouest. Il a été créé autour de la ville Léogâne, qui est aujourd'hui son chef-lieu. Il était peuplé par 463 140 habitants en 2009.
L'arrondissement regroupe trois communes :
- Léogâne
- Petit-Goâve
- Grand-Goâve